# Onycholipini
Onycholipini es una tribu de insectos coleópteros curculiónidos. 

## Géneros
- Beaveriola
- Brachytemnus
- Eurycorynes
- Eurycorynophorus
- Halorhynchus
- Hauseriola
- Hexarthrum
- Hopliturus
- Hyloscyllus
- Leipommata
- Lindbergius
- Miorrhinus
- Onycholips
- Pselactus
- Pseudopentarthrum
- Pseudophloeophagus
- Pseudostenoscelis
- Stenoscelis
- Stenoscelodes
- Stereocorynes
- Tarchius
- Trichacorynus